# Моникины
«Моникины» — роман, написанный Джеймсом Фенимором Купером в 1835 году, в период между сочинениями двух его самых известных романов из цикла «Эпопеи о Кожаном Чулке» — «Прерия» и «Следопыт».
Критик Кристина Старобин сравнивает сюжет романа с «Путешествиями Гулливера» Джонатана Свифта.
Сюжет представляет собой сатиру, рассказанную главным героем, англичанином сэром Джоном Голденкалфом.
Голденкалф с американским капитаном Ноа Поуком путешествуют на архипелаг в Антарктиде, который населен расой цивилизованных обезьян.
Роман не пользуется популярностью среди читателей Купера. Современная критика романа в «Кникербокере» описала его с большим разочарованием.